# Акуффо, Фред
 Фредери́к Уи́льям Кваси Аку́ффо (англ. Frederick William Kwasi Akuffo; 21 марта 1937, Акропонг, Восточная провинция, Британский Золотой Берег — 26 июня 1979, военный полигон Теши, Аккра) — ганский политический и военный деятель, председатель правящего Высшего военного совета Республики Гана в 1978—1979 годах. В результате военного переворота 4 июня 1979 года свергнут и расстрелян.

## Биография
Родился 21 марта 1937 года в Акропонге, Восточная провинция британской колонии Золотой Берег. В 1952 году направлен в пресвитерианскую среднюю школу в Одумаси-кробо Восточной провинции. В 1955 году окончил её и через два года, в 1957 году, когда Гана получила независимость, стал кадетом в создаваемой национальной армии.

### Военная карьера
В 1958 году послан на обучение в Великобританию, в Королевскую военную академию в Сандхёрсте. Пройдя курс обучения, в 1960 году вернулся в Гану, но в следующем, 1961, вернулся в Великобританию для прохождения краткосрочных курсов воздушного десанта и стал первым из ганских офицеров, специализировавшимся в этой области. В 1965 году стал начальником Воздушно-десантной тренировочной школы (Airborne Training School) в Тамале (Северная провинция), специализировавшейся на подготовке парашютистов. После перемещения с этой должности в 1966 году, после смещения первого президента Ганы Кваме Нкрумы, в 1967 году был направлен на обучение в Штабной колледж в Великобритании. В 1969 году назначен командиром 6-го пехотного батальона. В 1970 году повышен в должности до начальника отдела оперативного планирования министерства обороны. В 1972 году назначен заместителем командира бригады, в 1973 году прошёл курс обучения в Колледже национальной обороны в Дели, Индия.
В апреле 1974 года назначен командующим армией с присвоением звания генерал-майора. Он руководил операцией «Keep right» — переводом дорожного движения Ганы с левого на правый руль, осуществлённого с 4 августа 1974 года. Руководимая им акция оказалась настолько успешной, что руководитель Ганы полковник Игнатиус Ачампонг в октябре 1975 года присвоил ему звание генерал-лейтенанта, назначил начальником Генерального штаба и ввёл в состав правящего Высшего военного совета (ВВС). В ноябре 1976 года он стал начальником Штаба обороны и заместителем Ачампонга.

### Приход к власти
В 1978 году члены ВВС, который подвергался нарастающему политическому давлению внутри страны в условиях углубляющегося экономического кризиса, пришли к выводу, что генерал Ачампонг уже не способен решить стоящие перед Ганой задачи. Ведущую роль в заговоре играли Фред Акуффо и командующий армией Невилл Одартей-Веллингтон. 5 июля 1978 года И. Ачампонг по решению Совета был вызван для встречи в военный лагерь Барма, где ему было предложено подписать составленное днём раньше прошение об отставке. Когда тот отказался это сделать и попытался вызвать верных ему офицеров, генерал-майор Одартей-Веллингтон, угрожая револьвером, заставил президента подписать документ. Генерал И. Ачампонг был арестован и сослан под домашний арест в Трабуом (Trabuom, регион Ашанти), в дом своей матери, а его место занял начальник Штаба обороны генерал-лейтенант Ф. Акуффо. Его заместителем и начальником Штаба обороны стал генерал-майор Роберт Котей (с 23 июля — генерал-лейтенант Джошуа Махамаду Хамиди), комиссаром по иностранным делам — полковник Роджер Джозеф Фелли. Одартей-Велингтон получил пост командующего армией.
Ф. Акуффо публично пообещал выполнить план по возвращению страны к демократическому правлению, собрать в ноябре Учредительную ассамблею и передать власть гражданскому президенту, избранному до 1 июля 1979 года. Через несколько дней была опубликована Белая книга, в которой И. Ачампонг обвинялся во взяточничестве и поступках, недостойных чести офицера. Однако его не стали предавать суду, а только лишили звания и уволили из армии. Это вызвало в обществе недоверие к новой власти. Через несколько дней после назначения Ф. Акуффо произвёл новые назначения в государственном аппарате и в армии. Была запрещена деятельность ряда общественных организаций, предлагавших идею «правительства единства» и создана комиссия по борьбе с коррупцией.

### Проблемы экономики
12 июля Ф. Акуффо обратился по радио к нации с программной речью. Он говорил о тяжёлом экономическом положении страны, о нехватке товаров первой необходимости, об инфляции и росте цен. Заявил также об «оздоровлении экономики» — было заморожено строительство ряда промышленных объектов, прекращено финансирование ряда экономических программ, увеличены прямые налоги и акцизы на ряд товаров, приняты меры по сокращению импорта. Был введён плавающий курс седи относительно других валют, вдвое увеличены закупочные цены на какао-бобы, власти закрыли несколько торговых домов, обвинив их в нанесении государству ущерба, создали комиссию для расследования случаев коррупции и слабого руководства на пяти государственных предприятиях. Были приняты меры по пресечению контрабандного вывоза какао-бобов. Эти меры печать назвала «Чисткой в доме». Был создан Национальный экономический консультативный совет, прекращена дипломатическая изоляция, от Международного валютного фонда (МВФ) было получено займов и кредитов на 97 млн долларов, от Великобритании — 50 миллионов долларов, от Международного банка реконструкции и развития (МБРР) — 10 миллионов долларов. В течение года были проведены несколько девальваций седи, всего на 150 %, что ударило по доходам населения и окончательно лишило ВВС популярности и поддержки. Улучшить положение в экономике не удалось: в государственном бюджете на 1978/79 был заложен дефицит в 500 миллионов седи, сохранялись самый высокий уровень инфляции в Африке (72,2 %) и рост цен на товары первой необходимости. В 1978 году индекс стоимости жизни вырос по сравнению с 1974 годом на 110 %, плохие погодные условия привели к сокращению сбора ряда сельскохозяйственных культур. Квалифицированные специалисты уезжали работать в Нигерию, рабочие перебирались на кофейные плантации соседних стран, оставляя без рабочих рук плантации Ганы. Сохранялись дефицит платёжного баланса (отрицательное сальдо свыше 2 миллиардов седи) и нехватка валютных резервов, усилился рост контрабанды (до 15—20 % сбора какао), в результате чего внешний долг на конец 1978 года достиг 1 миллиарда долларов.

### Внешняя политика. Зарубежные поездки Ф. Акуффо
В программной речи 12 июля 1978 года Ф. Акуффо заявил о верности прежде взятым страной на себя международным обязательствам и о том, что в своей политике будет исходить из принципа невмешательства в дела других государств. Правительство, сказал он, продолжит оказывать поддержку Организации африканского единства в борьбе за освобождение всех зависимых территорий Африки, будет оказывать моральную и материальную помощь освободительным движениям Зимбабве, Намибии и ЮАР.
Зарубежные поездки Фреда Акуффо
- Берег Слоновой Кости — октябрь 1978 года;
- Нигерия — декабрь 1978 года[4];
- Либерия, Бенин и Верхняя Вольта — февраль 1979 года;
- Сенегал и Того — май 1979 года[7].

### Подготовка гражданского правления
11 ноября Ф. Акуффо объявил по радио и телевидению о введении в стране чрезвычайного положения в связи с волной забастовок, в которых в последнее время участвовали 70000 работников. Бастующим были предложено либо немедленно приступить к работе, либо считать себя уволенными. 13 ноября военные власти сформировали ряд комиссий для расследования злоупотреблений должностных лиц и выявления фактов коррупции и контрабанды. Член Высшего военного совета генерал Д. Хамаду заявил, что Гана «стоит на перекрёстке двух дорог, одна из которых ведёт к оздоровлению, другая к неминуемой гибели страны».
19 ноября в Гане в условиях запрета политических партий прошли выборы в местные советы, на которых около 5 миллионов избирателей проголосовали за новых районных советников в 902 округах. Пресса отмечала, что после переворота 1966 года местные власти утратили своё значение и нынешние выборы — это шаг к выполнению программы ВВС о переходе к гражданскому правлению. Тогда же была объявлена амнистия, по которой освободили свыше 500 политзаключённых, арестованных при И. Ачампонге за «подрывную деятельность», а также членов Народной партии конвента Кваме Нкрумы и Партии прогресса Кофи Бусии. 30 ноября декретом был снят запрет на деятельность политических партий с 1 января 1979 года. 21 декабря Конституционная ассамблея начала работу над проектом Конституции.
1 января 1979 года чрезвычайное положение было отменено и началось формирование политических партий. К маю 1979 года в стране образовалось 6 партий. Самыми крупными из них были Национальная народная партия, основанная соратниками Кваме Нкрумы (председатель Д. Квартей), Партия народного фронта, опиравшаяся на народность акан (В. Овусу), и Объединённый национальный конвент (У. Офори-Атта). Кроме того, возникли Партия Конгресс действия, Социал-демократический фронт и Партия народного авангарда. В мае 1979 года Учредительная ассамблея представила проект Конституции. Выборы были назначены на 18 июня 1978 года, однако ВВС должен был осуществлять контроль над деятельностью избранных властей ещё четыре года, то есть до 1983 года. Это усилило недовольство.

### Восстание 15 мая 1979 года
15 мая 1979 года молодые офицеры во главе с лейтенантом военно-воздушных сил Джерри Ролингсом захватили радиостудии, оружейные арсеналы в военном лагере Барма и штаб-квартиру главного командования армией. На несколько часов в Аккре воцарился хаос, однако правительственным войскам удалось быстро подавить выступление. Ролингс и его соратники были арестованы и вскоре преданы суду. Однако их не судил, как положено, закрытый военно-полевой трибунал, а дело слушалось в открытом судебном заседании в лагере Барма. Воспользовавшись этим, лейтенант Ролингс по примеру Фиделя Кастро превратил процесс над собой в трибуну для осуждения режима Акуффо и пропаганды своих идей. Речи Ролингса сразу обрели популярность и в списках распространялись по столице. Тем временем власти готовились к проведению выборов 18 июня.

### Переворот 4 июня 1979 года
Ровно за две недели до выборов пропаганда Д. Ролингса возымела действие. В ночь на 4 июня 1979 года, перед очередными судебными слушаниями, майор Боаке Гьян (Boake Gyan), друг лейтенанта по школе в Ачимоте, захватил лагерь Барма и освободил Ролингса и его сообщников. Узнав об этом, многие части столичного гарнизона стали переходить на сторону восставших. Но в 6.00 утра национальное радио в Аккре сообщило, что попытка переворота подавлена. Через полтора часа восставшие вновь захватили радиостудии и по тому же радио выступил сам Д. Ролингс, который призвал своих сторонников собираться на стадионе Николсон в лагере Барма. Однако в 9 часов утра правительственная армия вновь захватила радиостудии и командующий армией генерал Н. Одартей-Веллингтон лично заверил страну в провале попытки переворота, приказав армии вернуться в казармы. В 11.00 радиостудии снова перешли в руки повстанцев, генерал Невилл Одартей-Веллингтон был блокирован в полицейском участке Ниме и убит. Весь день в Аккре продолжались стычки между армейскими частями, пока не был захвачен в плен второй руководитель армии — начальник Штаба обороны генерал Д. Хамаду. Вечером он выступил по радио и призвал правительственные части прекратить сопротивление во избежание ненужного кровопролития и «сотрудничать с революцией». Однако сам Ф. Акуффо ещё не попал в руки восставших.

### Арест. Казнь. Перезахоронение
8 июня 1979 года радио Аккры обратились к Фреду Акуффо и его сторонникам с требованием явиться на базу ВВС в столице и сдаться новым властям. 11 июня генерал-лейтенант Ф. Акуффо и комиссары свергнутого Высшего военного совета адмирал Джой Кобла Амедаме, вице-маршал авиации Джордж Джой Боаке, генерал-майор Е. Утука и генеральный инспектор полиции Бенджамин Кофи Квакье подчинились этому приказу и были арестованы. 13 июня Специальный военный трибунал наложил арест на счета Ф. Акуффо и других бывших руководителей Ганы. После краткого судебного разбирательства он был приговорён к расстрелу за коррупцию и злоупотребления.
Фред Акуффо был расстрелян 26 июня перед строем солдат на военном полигоне Теши в Аккре вместе с бывшим президентом страны генералом Аквази Аманква Африфой и членами Высшего военного совета адмиралом Амедаме, вице-маршалом авиации Боаке, генерал-майором Котеи и комиссаром по иностранным делам полковником Фелли. Его тело было тайно похоронено во дворе тюрьмы Нсавам (Nsawam).
8 августа 2001 года президент страны Джон Куфуор по просьбам родственников распорядился произвести эксгумацию тел расстрелянных. Останки Ф. Акуффо были переданы его жене Эмили в гарнизонной — методистской пресвитерианской церкви 37-го военного госпиталя. 27 декабря 2001 года они были с воинскими почестями и эскортом полиции погребены во дворе дома Акуффо в его родном Акропонге.